# موزناویر
موزناویر (انگلیسی: Mozenavir) یک داروی ضد ویروسی است که به عنوان درمانی برای HIV/AIDS ساخته شده است. این دارو به عنوان یک مهارکننده پروتئاز HIV عمل می‌کند و با میل ترکیبی بالا به این هدف متصل می‌شود، اما علیرغم نتایج امیدوارکننده در آزمایش‌های اولیه، موزناویر در آزمایش‌های بالینی انسانی ناموفق بود. مطالعات در مورد مشتقات مرتبط ادامه دارد.